# روزماري إدموندز
روزماري إدموندز (بالفرنسية: Rosemary Edmonds)‏ هي مترجمة فرنسية، ولدت في 20 أكتوبر 1905، وتوفيت في 26 يوليو 1998.